# 三磷化钙
三磷化钙是一种无机化合物，化学式为CaP3。它可由钙和红磷按化学计量比在650 °C反应制得。单层CaP3有着高电子迁移率（1.99×104 cm2·V−1·s−1），其层数增加时，二维CaP3的带隙降低（1.15 ~ 0.37 eV）。